# シークレット部隊
シークレット部隊（シークレットぶたい）は、1972年に放映された日本のテレビドラマ。

## 概要・あらすじ
保険万能の時代、ありとあらゆるものが保険にかけられている。保険金に関わる事件を調査するブレーンリサーチ社（9人）の活躍を描く。
本作スタートの3か月前、1971年12月いっぱいで同じ大映テレビ室・TBS制作のテレビドラマ『東京警備指令 ザ・ガードマン』が終了したが、その終了後も「もう一度あのメンバー（ザ・ガードマンのキャスト）で企画を立てて下さい」などといった視聴者からの手紙や電話が多く寄せられ、その予想以上の反響に応える形で本作が製作された。いくつかの企画の中から最終候補となった『保険Gメン』『ニュース・ハンター』のうち、『保険Gメン』を選び、これを仮タイトルとして企画が進められた。主演の宇津井の他、藤巻、中条、神山、稲葉、倉石が『ザ・ガードマン』から続いてレギュラー出演している。

## キャスト

### （ブレーンリサーチ社）
- 大和キャプテン：宇津井健
- 関チェックマン：藤巻潤
- 秋田チェックマン：目黒祐樹
- 赤城チェックマン：津川雅彦
- 東チェックマン：大門正明
- 三吉（みよし、通称・さんきち）チェックマン：川口厚
- 見習いチェックマン念蔵：三浦友和
- 飛田経理マン：中条静夫
- ブレーンリサーチ社長：北村和夫

### （その他）
- 黛新聞記者：神山繁
- 藤井部長刑事：稲葉義男
- 叶刑事：倉石功

## ゲスト
| 話数 | ゲスト |
| ---- | --- |
| 1    | 有島一郎丨中尾彬、岡田真澄丨井上孝雄、岸部シロー、川口恒丨 ジュディ・オング丨鈴木雅敏、佐々木一哲、松本龍雄丨萩本欽一                                               |
| 2    | 中尾ミエ丨山東昭子丨佐藤蛾次郎、目黒幸子、沖田駿一、中井啓輔丨 荒木康夫、井上博一、丸茂光紀、中原健、南村宏二、松山新一、中原給井丨渡辺高光、尾崎孝二丨ケーシー高峰 |
| 3    | 関根恵子丨南利明、峰岸隆之介、松島トモ子丨 酒井修、郷鍈治、藤岡重慶、杉山俊夫丨キャロライン洋子、夏木章、中田勉、中原健、松本龍雄                                   |
| 4    | 悠木千帆、河原崎長一郎丨藤村有弘、桜井センリ丨 草野大悟、北原義郎、団巌丨桶田奈保美、水野哲、奈良みずえ                                                             |
| 5    | 高松しげお、三遊亭圓歌丨財津一郎、曽我町子丨三角八郎、早川雄三、渡辺高光丨夏木章、志保京助、荒木康夫丨中原健、森一夫、三富夏樹                                      |
| 6    | 黒沢年男、浜田ゆう子、木の実ナナ 小松方正、天本英世、金内吉男、三夏伸                                                                                               |
| 7    | 渥美まり恵、宍戸錠、尾藤イサオ、藤田みどり |
| 8    | 左とん平、原知佐子、南原宏治 大辻しろ、小西まち子、藤木孝、木村元、村井洋                                                                                           |
| 9    | 森次浩司、結城美栄子 岡田由紀子、三谷昇、稲垣昭三 |
| 10   | 中尾彬、藤田弓子、高橋昌也 長谷川明男、福田豊土、中村孝雄 |
| 11   | 佐藤允、浜田光夫、奈美悦子 藤岡重慶、木村元、上西弘次 |
| 12   | 緑魔子、小池朝雄、峰岸隆之介、江夏夕子 藤竜也、加藤和夫、麻衣ルリ子、佐古正人、中田勉                                                                               |
| 13   | 賀川雪絵、川地民夫、西沢利明 荒谷公之、渥美国泰、玉置宏 |
| 14   | 高千穂ひづる、犬塚弘 松岡きっこ、高橋昌也、川合伸旺 |
| 15   | 渚まゆみ、井上孝雄、藤田みどり丨天田俊明、川辺久造、篠田三郎丨 矢野間啓二、浜田ゆう子、松本竜雄                                                                     |
| 16   | 奈良富士子、川口恒、小山明子 南原宏治、上野山功一、外山高士 中田勉、飛田喜佐夫、河原裕昌                                                                            |
| 17   | 渥美マリ、高橋長英、渡辺文雄 小松方正、穂積隆信、北川美佳 、西本裕行                                                                                                |
| 18   | 有島一郎、荒木道子、川崎あかね 根岸明美、新橋耐子、石井富子、高島稔                                                                                                 |
| 19   | 馬渕晴子、福田豊土、戸浦六宏 永井秀和、立原博、内田稔、当銀長太郎                                                                                                   |
| 20   | 三谷昇、奥野匡、蟹江敬三 麻衣ルリ子、津村秀祐、久富惟晴、相原巨典                                                                                                   |
| 21   | 前田吟、北原義郎、集三枝子 東恵美子、内田勝正、森幹太 |
| 22   | 小山田宗徳、水原麻記、西田健、平泉征 地井武男、梅津栄、見明凡太郎、渥美国泰 早川雄三、中村孝雄、田川恒夫、林昭夫                                                    |
| 23   | 藤田弓子、大丸二郎、戸浦六宏、根上淳 佐竹明夫、吉岡ゆり、遠藤征慈、中田勉                                                                                           |
| 24   | 山本学、森次浩司、松本留美 金子信雄、常田富士男、佐藤蛾次郎 吉田義夫、根本嘉也、高島稔、大神信                                                                      |
| 25   | 園井啓介、鮎川いづみ、長谷川明男、大辻しろ |
| 26   | 夏純子、横山道代丨名古屋章、赤座美代子丨早川保、藤村有弘、里見潤 |

## 放映リスト
| 回数 | 放送日        | サブタイトル                                                     | 脚本            | 監督     |
| ---- | ------------- | ---------------------------------------------------------------- | --------------- | -------- |
| 1    | 1972年 4月7日 | 黄金の七人 嵐の大脱走                                            | 山浦弘靖        | 国原俊明 |
| 2    | 4月14日       | 女がやった!ズッコケ自動車レース                                  | 加瀬高之        | 中西忠三 |
| 3    | 4月21日       | 女子高校生の禁じられた遊び                                       | 今子正義        | 井上芳夫 |
| 4    | 4月28日       | 連休はハレンチ一家で大冒険                                       | 山浦弘靖        | 井上昭   |
| 5    | 5月5日        | 子連れガンマン!阿蘇山に地獄を見た                                | 藤森明 増村保造 | 土井茂   |
| 6    | 5月12日       | 結婚を盗まれた女たち                                             | 高久進          | 佐藤肇   |
| 7    | 5月19日       | 美女の足 ゆくえ不明事件!                                         | 池田雄一        | 土井茂   |
| 8    | 5月26日       | 二人の妻を持つ男                                                 | 山浦弘靖        | 国原俊明 |
| 9    | 6月2日        | 死刑台の未亡人たち                                               | 山浦弘靖        | 井上昭   |
| 10   | 6月9日        | 女の悲鳴はスポーツカーから!!                                     | 山浦弘靖        | 宮下泰彦 |
| 11   | 6月16日       | 地獄に急ぐ二人の男                                               | 藤森明          | 土井茂   |
| 12   | 6月23日       | 傷だらけの妻は告白する                                           | 増村保造        | 国原俊明 |
| 13   | 6月30日       | セクシー女優殺人事件                                             | 加瀬高之        | 土井茂   |
| 14   | 7月7日        | スリラー・女の密室で何が起こったか?!                             | 池田雄一        | 佐藤肇   |
| 15   | 7月14日       | 夏の夜 プールに浮いた死美人 （再放送は「プールに浮いた死美女」） | 増村保造        | 宮下泰彦 |
| 16   | 7月21日       | お母さん許して!16歳恋の大脱走                                    | 山浦弘靖 藤森明 | 国原俊明 |
| 17   | 7月28日       | 結婚の夜 消えた花嫁                                              | 加瀬高之        | 井上昭   |
| 18   | 8月4日        | 三人の美女 殺人事件                                              | 安藤日出男      | 井上芳夫 |
| 19   | 8月11日       | 海底の宝島 ダイナミック襲撃                                      | 高久進          | 宮下泰彦 |
| 20   | 8月18日       | 暑い夏!教授と生徒の狂った戦い                                    | 山浦弘靖        | 土井茂   |
| 21   | 8月25日       | 花笠祭りに消えた金塊                                             | 山浦弘靖        | 国原俊明 |
| 22   | 9月1日        | 危機一発!馬泥棒一家                                              | 高久進          | 土井茂   |
| 23   | 9月8日        | 恋人たちの終着駅                                                 | 池田悦子        | 村山新治 |
| 24   | 9月15日       | 恋の泥棒作戦                                                     | 安藤日出男      | 国原俊明 |
| 25   | 9月22日       | ナゾの美女強盗団                                                 | 高久進          | 竹馬伸雄 |
| 26   | 9月29日       | 住宅ローン殺人事件                                               | 山浦弘靖        | 宮下泰彦 |

## スタッフ
- 制作：大映テレビ株式会社、TBS
- プロデューサー：野添和子
- 音楽：渡辺岳夫
- 撮影：浅井宏彦、山崎忠
- 照明：柏木豊次郎、渡辺俊亮
- 美術：矢野友久、山上豊(エキスプロダクション)、千田隆
- 編集：椙本英雄
- 記録：福富京子、当間浩子、宮腰千代、中井妙子
- 助監督：竹馬伸雄、合月勇、野村尚正
- 制作主任：内山勝男、藪本和男、川口武夫
- 衣裳：富士衣裳
- メークアップ：入江プロ、横井プロ
- 効果：協立音響
- 録音：星正輝(アオイスタジオ)
- 現像：東洋現像所
- アクション指導：J・F・A(渡辺高光[2])
- スタントカー指導:福田レーシングチーム(臼田建三、谷沢進四郎、中村英一)
- 予告ナレーター：芥川隆行
- 水中撮影：大津善彦(第1話)
- 飛行撮影：東京エアーラインズ、日本フライングサービス(第1話)

## 放送局
★ - 時差ネットの局。無印は制作局と同時ネット（金曜 21:00 - 21:56）の局
- TBS（制作局）
- 北海道放送[3]
- 青森テレビ[4]
- 岩手放送[4]
- ★秋田放送：月曜 22:00 - 22:56[5]
- ★山形放送：土曜 22:30 - 23:30[6]
- 東北放送[4]
- 福島テレビ[4]
- 新潟放送[7]
- 信越放送[8]
- テレビ山梨[9]
- 静岡放送[9]
- 北陸放送[7]
- 中部日本放送[10]

- 朝日放送[11]
- 山陰放送[12]
- 山陽放送[13]
- 中国放送[13]
- テレビ山口[14]
- ★四国放送：土曜 22:30 - 23:26[15]
- テレビ高知[16]
- RKB毎日放送[17]
- 長崎放送[17]
- 熊本放送[17]
- 大分放送[18]
- 宮崎放送[19]
- 南日本放送[19]
- 琉球放送[20]

### 前後番組
| TBS系 金曜21時枠                                           | TBS系 金曜21時枠                                      | TBS系 金曜21時枠                                                             |
| 前番組                                                     | 番組名                                                | 次番組                                                                       |
| ---------------------------------------------------------- | ----------------------------------------------------- | ---------------------------------------------------------------------------- |
| あたし頑張ってます ※21:00 - 21:3024時間の男 ※21:30 - 22:26 | シークレット部隊                                      | 燃える兄弟 ※21:00 - 21:55                                                    |
| TBS 金曜21:55 - 21:56枠                                    |                                                       |                                                                              |
| 24時間の男 ※21:30 - 22:26                                  | シークレット部隊 【当番組までネットワークセールス枠】 | お天気メモ ※21:55 - 22:00 【1分拡大して継続】 【ここからローカルセールス枠】 |